# Henk de Vlieger
Henk de Vlieger (Schiedam, 1953) is een Nederlands slagwerker, componist en arrangeur.

## Loopbaan
Vanaf 1984 werkt De Vlieger als slagwerker bij het Radio Filharmonisch Orkest. In mei 2011 werd hij benoemd als artistiek adviseur van dit orkest.
De Vlieger schreef een aantal composities en arrangementen van klassieke werken, voor orkest en andere instrumentale ensembles. Hieronder bevinden zich transcripties van opera's van Richard Wagner, waaronder Der Ring des Nibelungen (1991), Parsifal (1993), Tristan und Isolde (1994) en Die Meistersinger von Nürnberg (2005). Een aantal van deze werken is diverse malen op cd opgenomen en uitgebracht.
De Vliegers overige werken omvatten orkestraties van de Vier ernste Gesänge van Johannes Brahms (2012), en een arrangement voor slagwerkgroep van de Schilderijen van een tentoonstelling van Modest Moessorgski (1981). ook schreef hij een Handboek voor de orkestrale percussiesectie (2003). Daarnaast orkestreerde hij de Eerste Symfonie "The Lord of the Rings" van Johan de Meij (2000).